# کون‌سیگت
کون‌سیگِت (به مجاری:  Kunsziget) یک شهرداری در مجارستان است که در ناحیه دیور واقع شده‌است. کون‌سیگِت ۱۷٫۸۷ کیلومتر مربع مساحت و ۱٬۲۲۷ نفر جمعیت دارد.